# Горбатов (місто)
Горбатов (рос. Горбатов) — місто у Павловському районі Нижньогородської області Російської Федерації.

## Географія

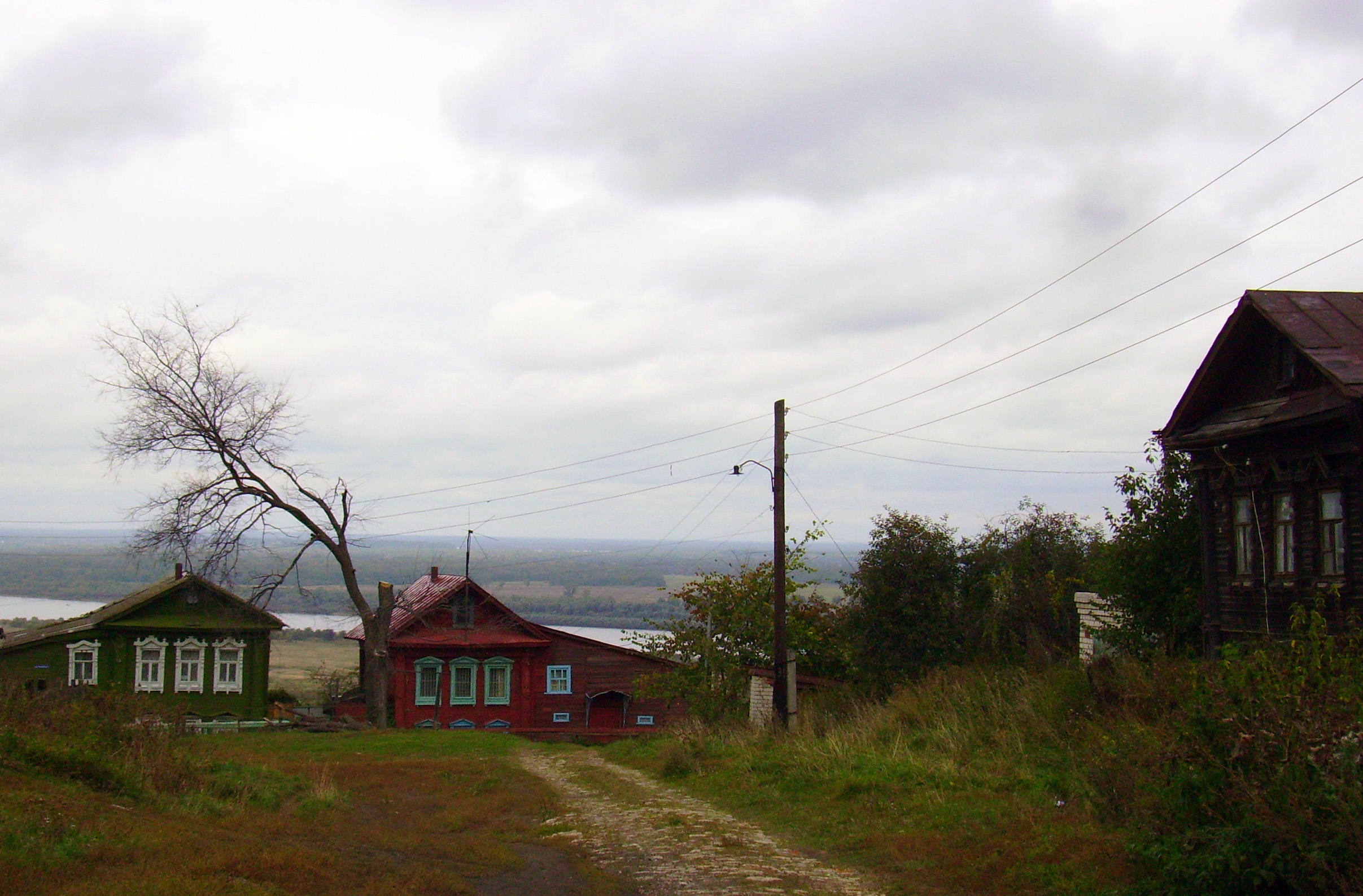
Одна з вулиць Горбатова

Місто розташоване за 61 км на південний захід від Нижнього Новгорода, на правому березі річки Ока, за 6 км від кордону з Владимирською областю.
Найближча залізнична станція — Ворсма, розташована за 12 км на південний схід, на лінії Нижній Новгород — Павлово.

## Історія
З 1565 року відоме під назвою Мещерська Поросль, колись на цій території жив фіно-угорський народ мещера. 
У 1672 році село перейменоване на Горбатове. 1779 року Гробатово отримало статус міста.
Від 15 червня 2004 року входить до складу муніципального утворення місто Горбатов.

## Світлини

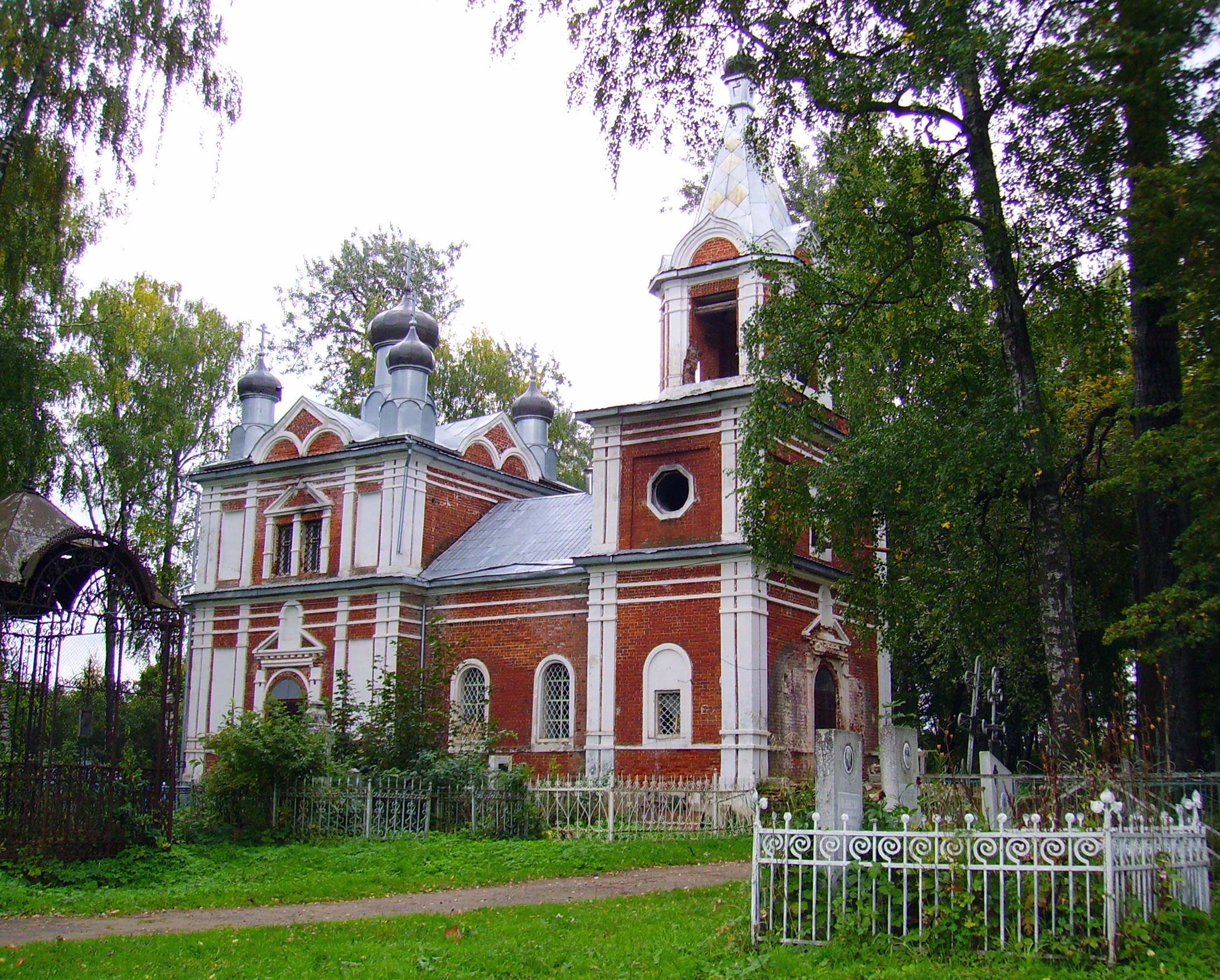
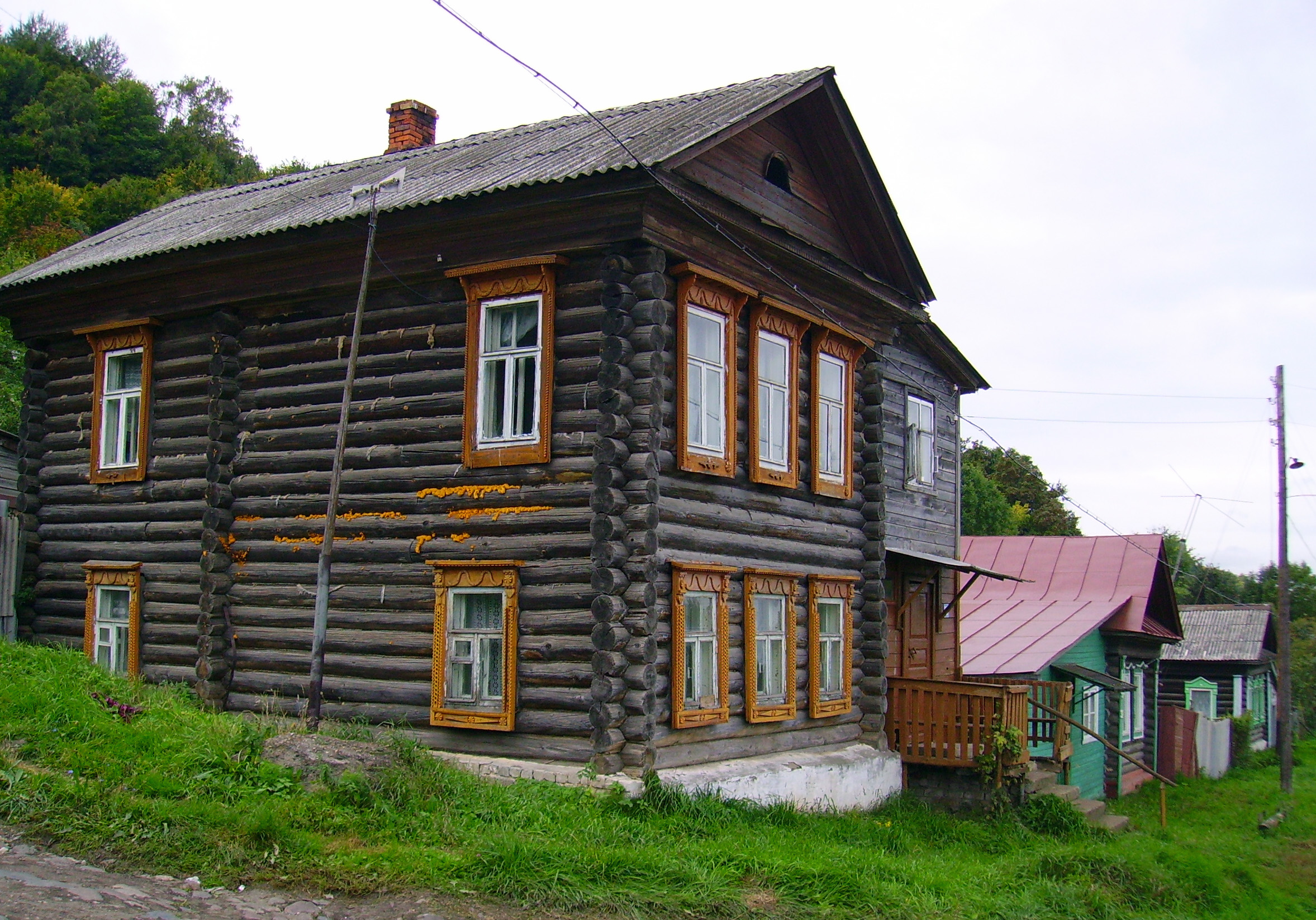
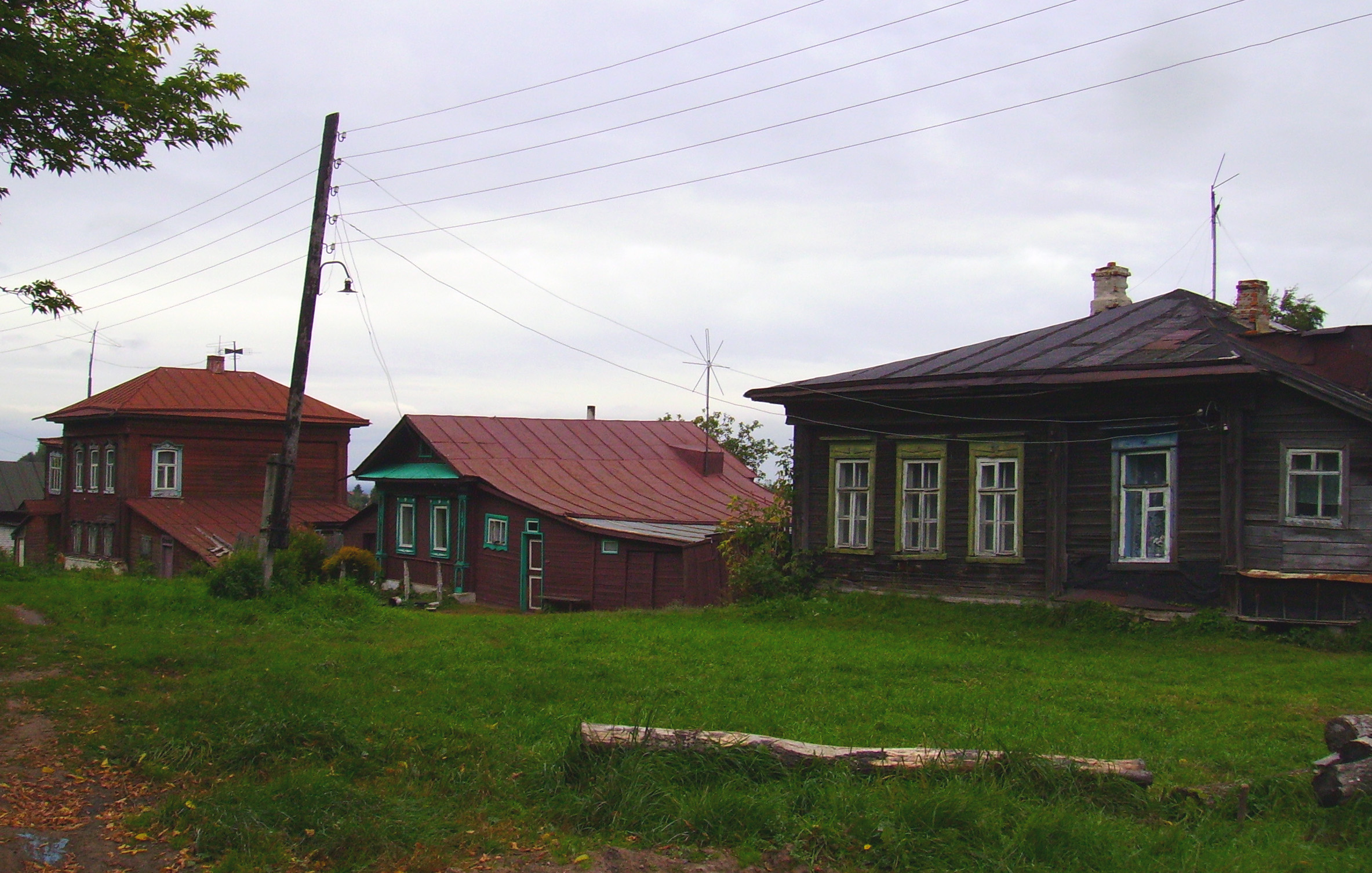
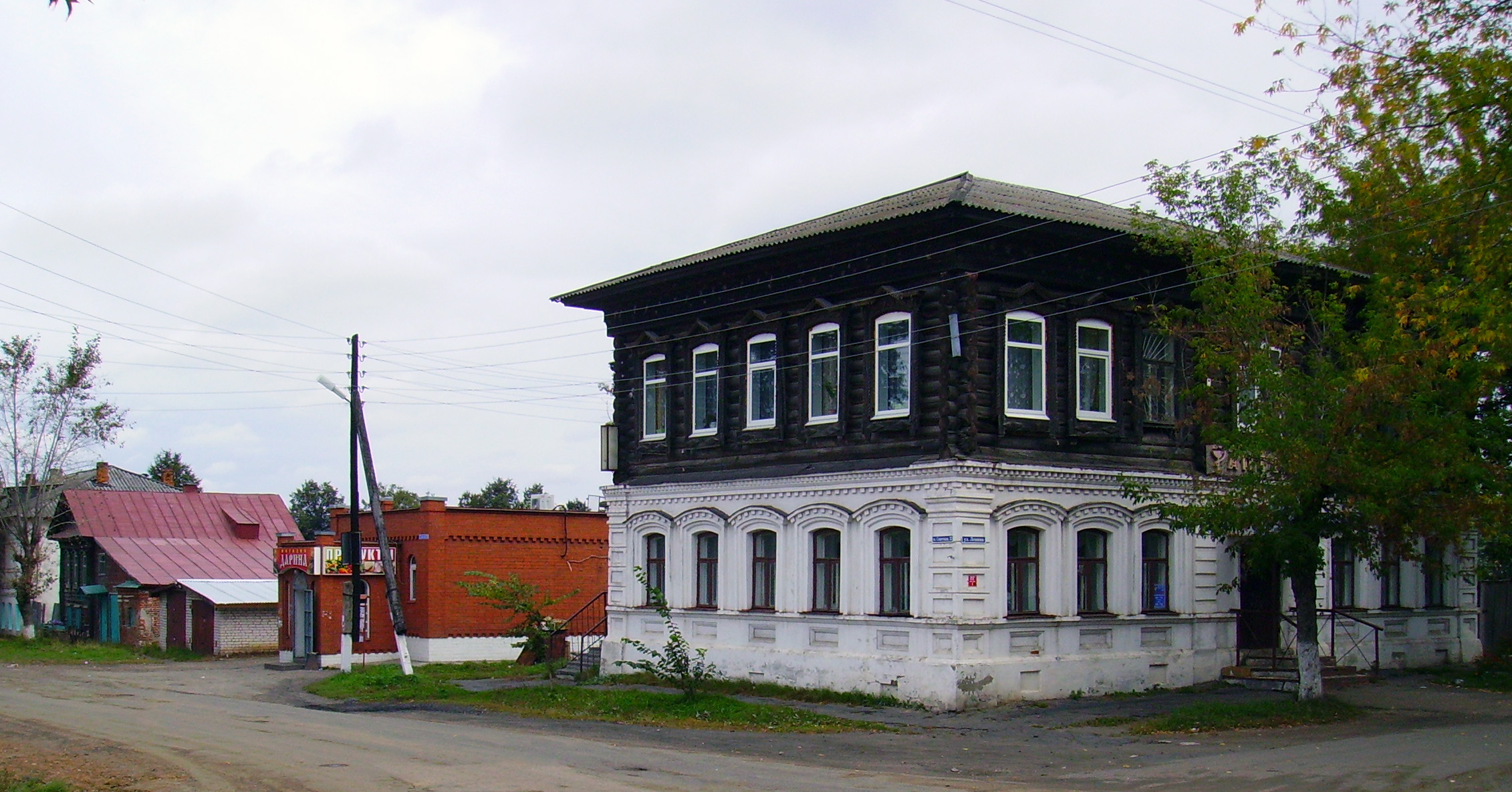
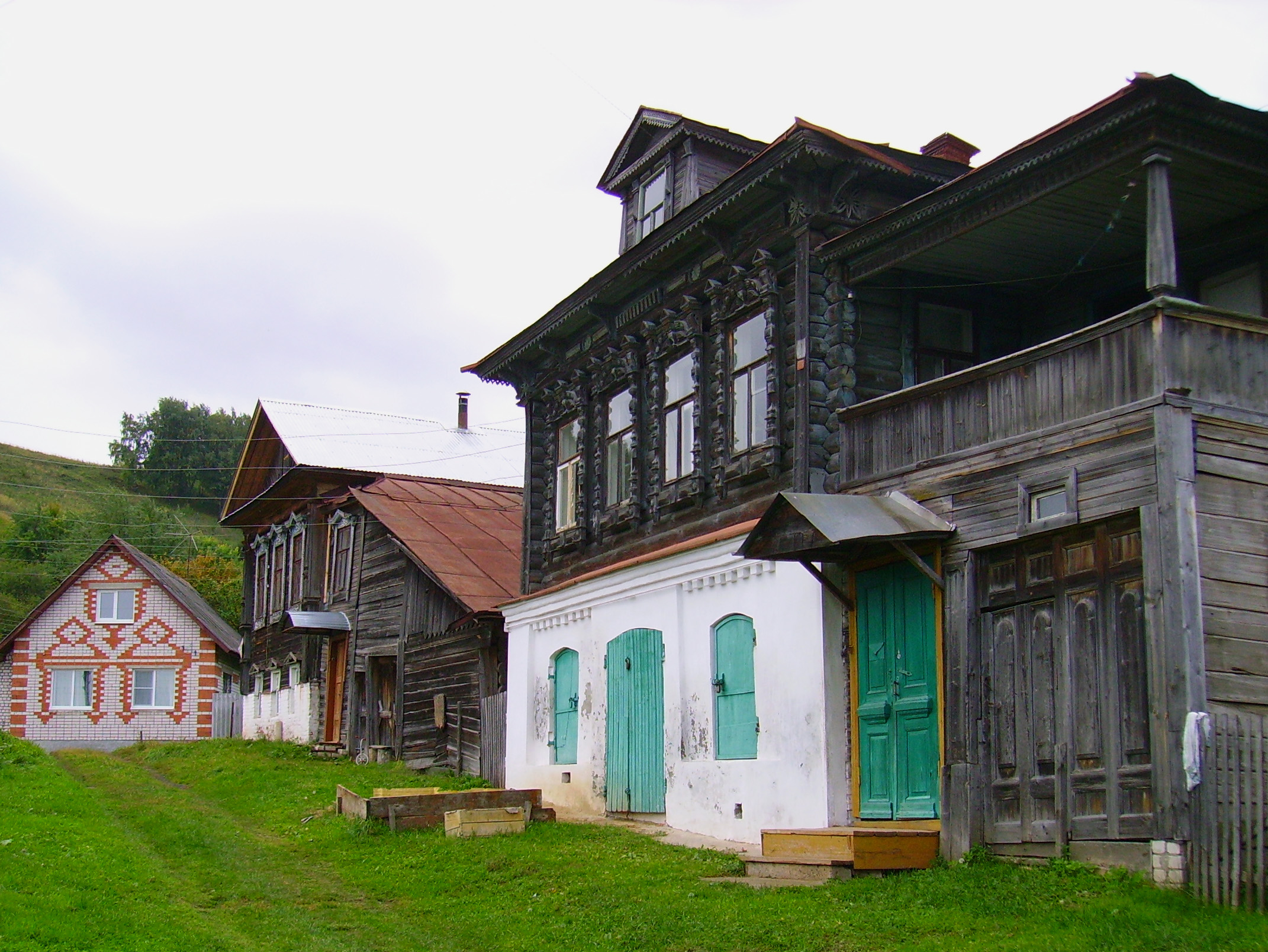

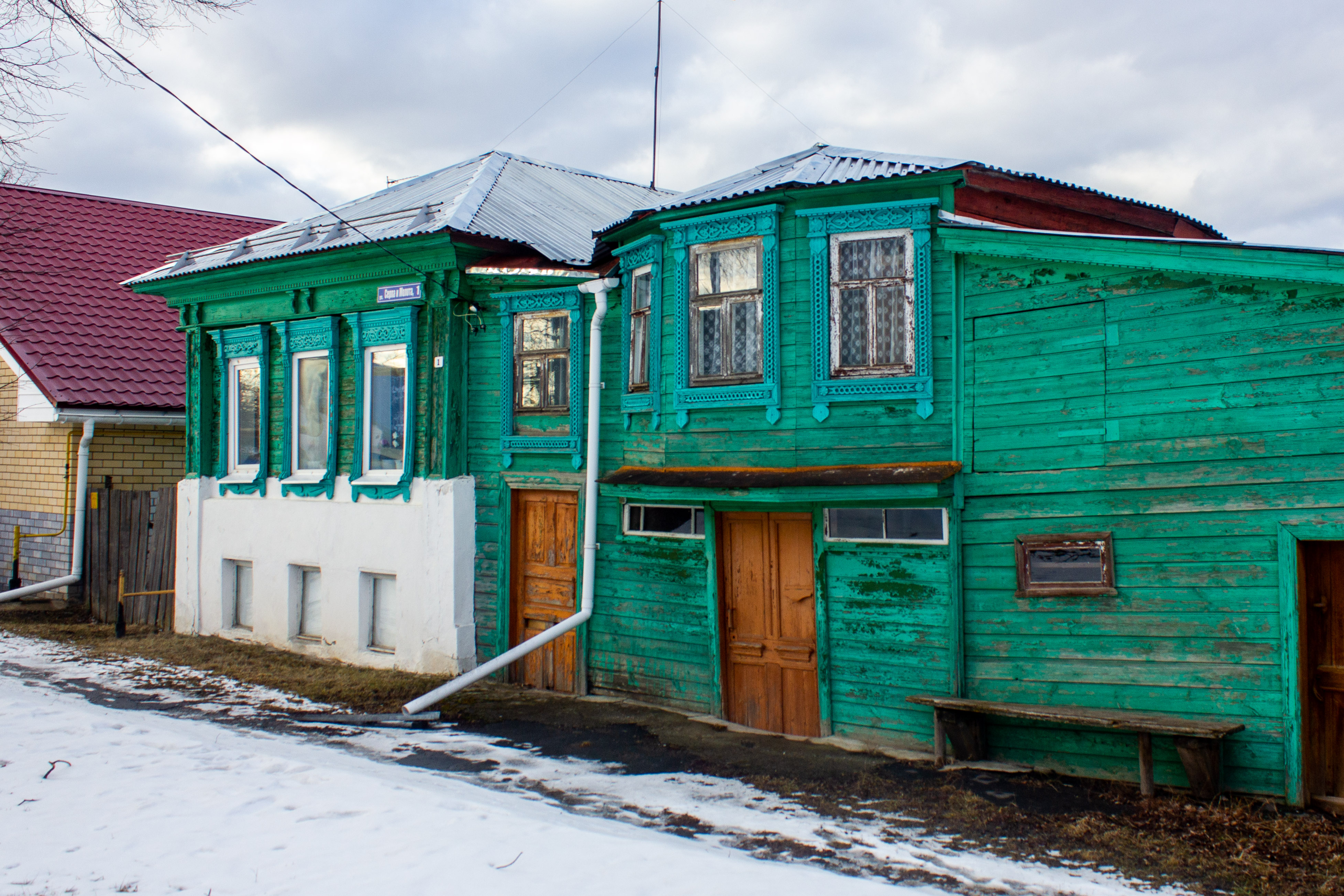
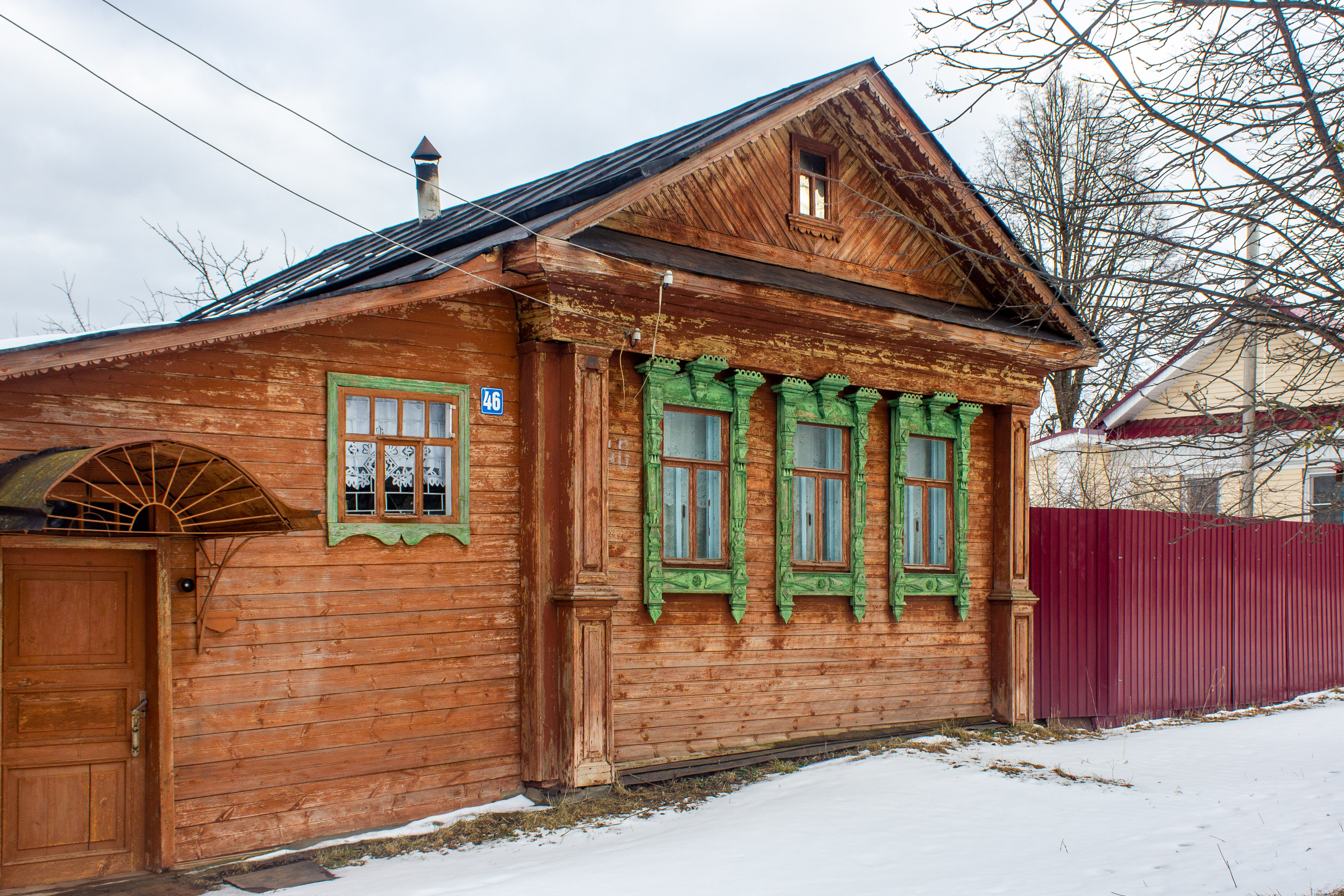
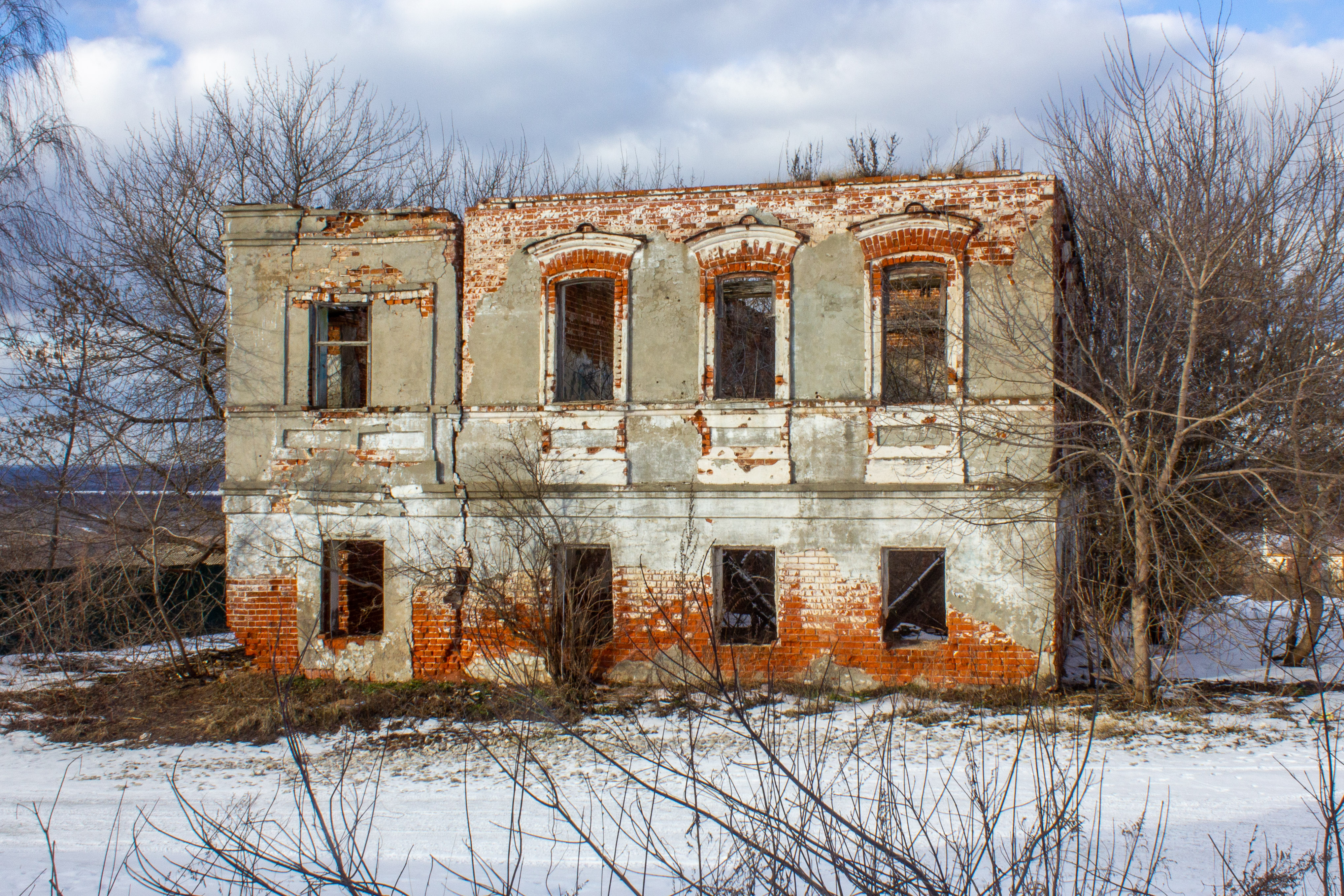
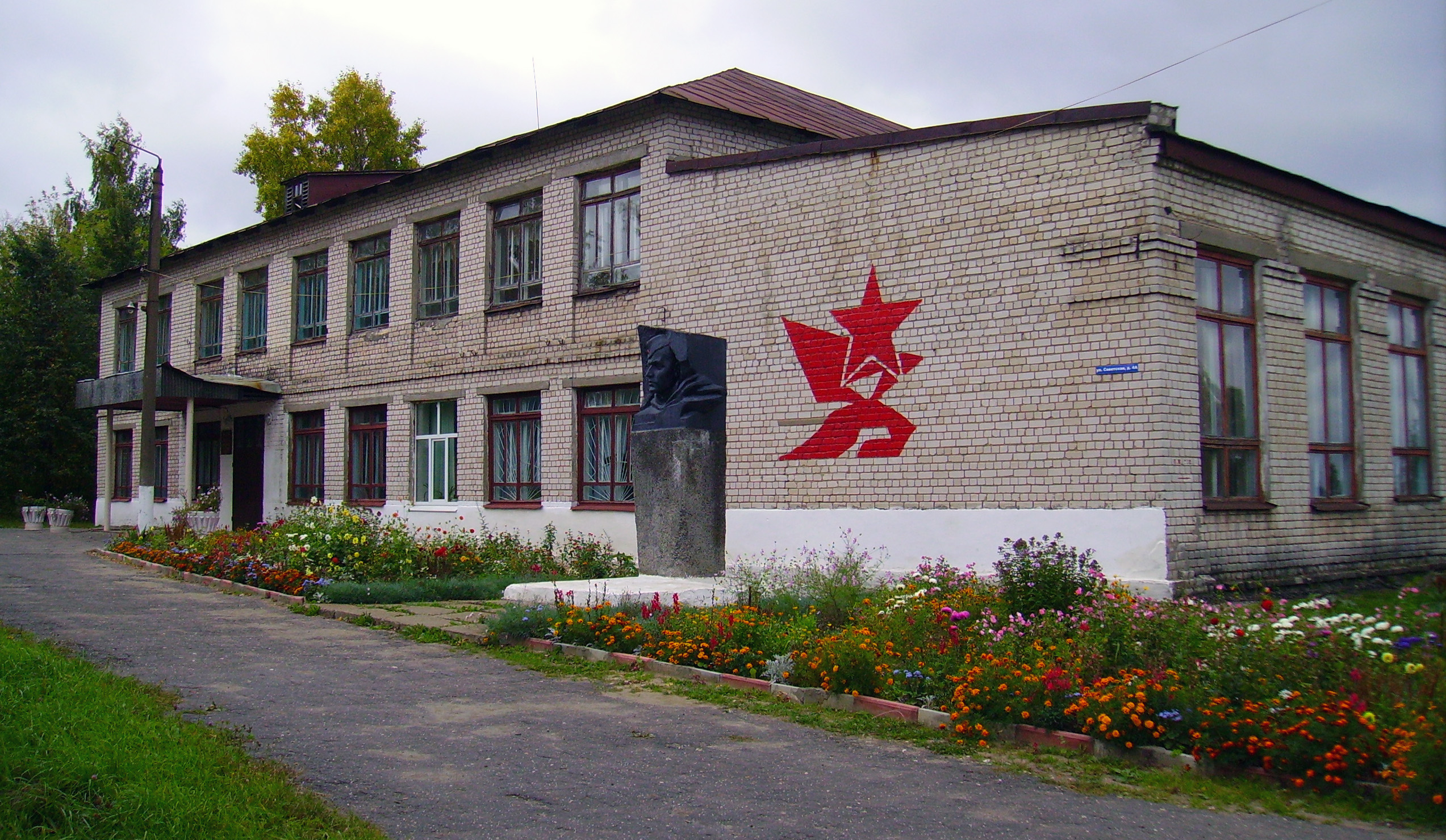
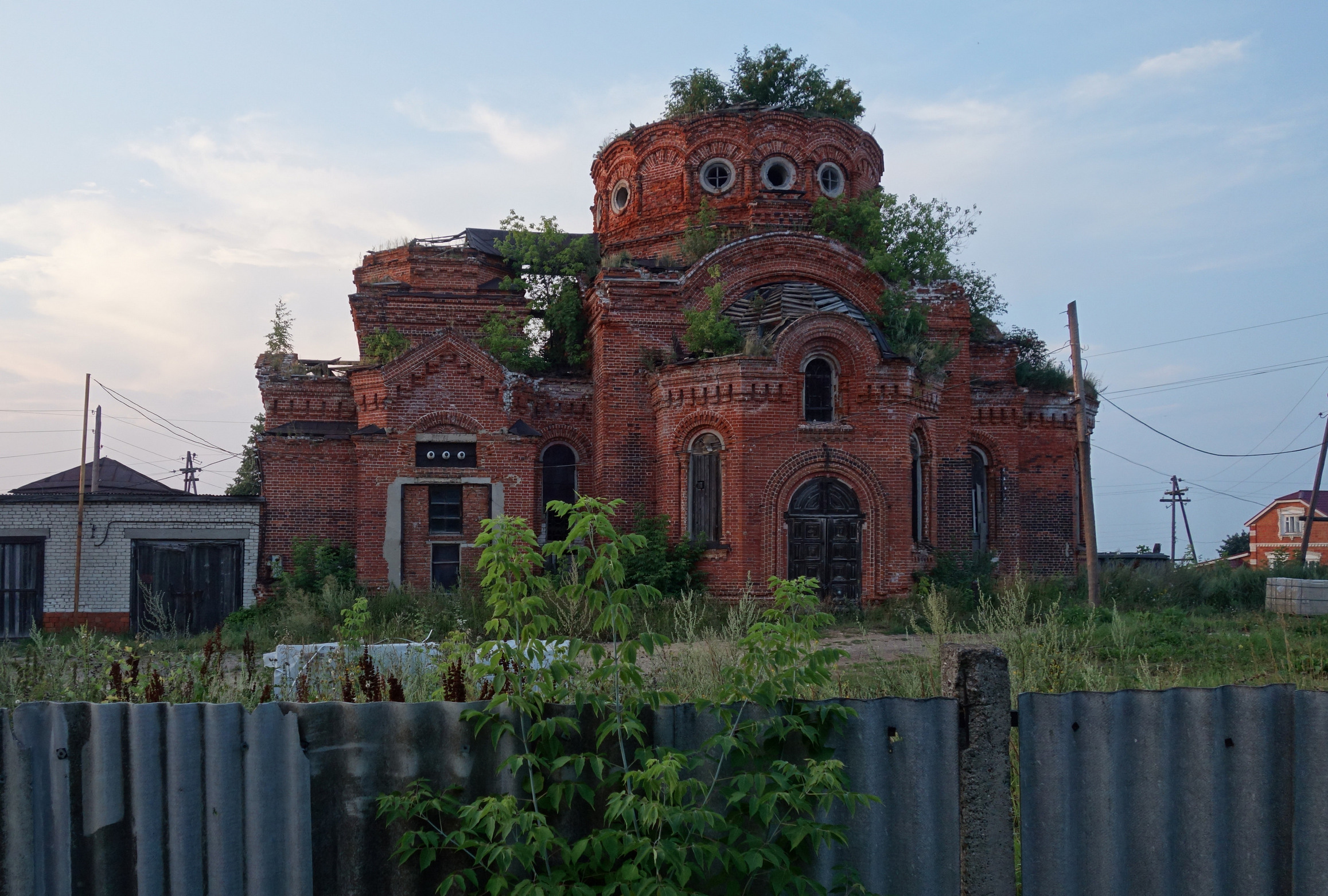

## Населення
Сучасний Горбатов — найменше місто Нижегородської області та одне з найменших міст Росії.
| 1856  | 1897  | 1913  | 1926  | 1931  | 1939  | 1959  |
| ----- | ----- | ----- | ----- | ----- | ----- | ----- |
| 3200  | ↗4600 | ↗4800 | ↘3300 | ↘3000 | ↗3124 | ↗3572 |
| 1970  | 1979  | 1989  | 1992  | 1996  | 1998  | 2000  |
| ↗4611 | ↘4210 | ↘3552 | ↘3400 | ↘3200 | ↗3600 | ↘3100 |
| 2001  | 2002  | 2003  | 2005  | 2006  | 2007  | 2008  |
| ↘3000 | ↘2662 | ↗2700 | ↘2500 | ↘2400 | →2400 | ↘2322 |
| 2009  | 2010  | 2011  | 2012  | 2013  | 2014  | 2015  |
| ↘2281 | ↘2278 | ↘2267 | ↘2240 | ↘2176 | ↘2123 | ↘2049 |
| 2016  | 2017  |       |       |       |       |       |
| ↘2004 | ↘1982 |       |       |       |       |       |